# Achupatji
Achupatji (georgiska: ახუპაჭი) är ett berg i Georgien. Det ligger i den nordvästra delen av landet, i regionen Abchazien. Toppen på Achupatji är 1 385 meter över havet.